# Corgatha leucocrossa
Corgatha leucocrossa là một loài bướm đêm trong họ Erebidae.